# Hebe (programa de televisão)
Hebe foi um talk-show brasileiro apresentado por Hebe Camargo.

## Histórico
Originalmente estreou em 10 de abril de 1966 na Rede Record, ficando até 1973 na emissora, quando passou para a Rede Tupi, entre 1974 e 1975, e logo após para a Band. Após sair da Band, a convite de Silvio Santos, Hebe Camargo estreou seu novo programa em 4 de março de 1986. Na atração, que já foi exibida às terças-feiras e também aos sábados, Hebe recebeu grandes nomes em seu sofá, entre eles de famosos artistas, políticos e personalidades internacionais.

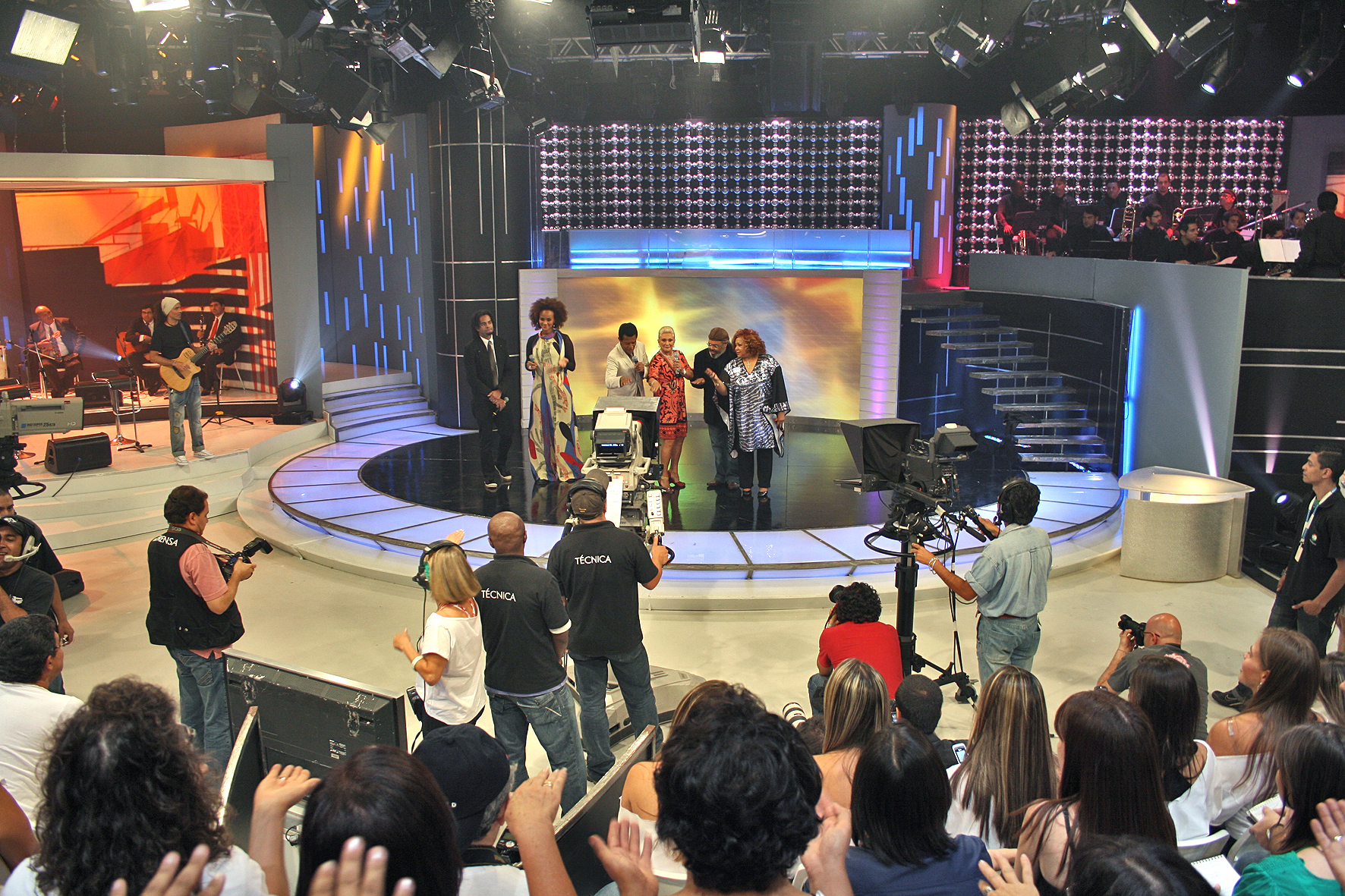
Cenário do Programa da Hebe no SBT.

Em seu programa, Hebe Camargo diversas vezes chegou a expor sua visão sobre a política. Algumas vezes suas opiniões causaram certa polêmica como no caso do assassino Champinha, que matou o casal de jovens namorados Liana Friedenbach e Felipe Caffé em 2003. Dissertou diversas vezes sobre a falta de educação e respeito do dito assassino. A apresentadora também era famosa por dar beijos "selinho" em diversas personalidades. Um foco do programa são os famosos bordões da apresentadora entre eles “lindo de viver”, “que gracinha” e "fofura".
Além das entrevistas, há o quadro Jornal da Hebe com convidados em que notícias da atualidade são debatidas com uma dose de humor, as últimas edições do quadro contaram com a participação de Eduardo Martini interpretando a senhora Neide Boa Sorte.
Em 13 de dezembro de 2010, depois de gravar o especial de réveillon do programa, a apresentadora surpreendeu a todos lendo no palco do programa um texto de próprio punho informando que ali foi a última gravação do programa pois a apresentadora rescindiu com o SBT em 31 de dezembro de 2010 (data de vencimento do contrato), após a grade da emissora sofrer uma reformulação.
Em  27 de dezembro de 2010, o SBT exibe depois de quase 25 anos no ar o último episódio do programa na emissora de Silvio Santos. O canal exibiu na íntegra a despedida de Hebe Camargo da emissora.

## Retorno após tratamento
No dia 8 de março de 2010, o programa voltou a ser exibido após o mesmo ser suspenso pela emissora, depois da revelação que Hebe Camargo estava com um câncer no linfoma. A atração contou com a participação de várias estrelas do SBT e de outras emissoras. A partir do dia 3 de maio de 2010 o programa passou a ser exibido das 22h15 às 23h15.
Participaram da volta da apresentadora, Xuxa, Ana Maria Braga, Marilia Gabriela, Astrid Fontenelle, Maisa Silva, Ivete Sangalo, Amilcare Dallevo, Daniela Albuquerque, Eliana, Roberto Justus, Ticiane Pinheiro, Carlos Massa, Ney Matogrosso, Maria Rita, Leonardo, Ivan Zurita entre outros. A volta de Hebe as noites de segunda do SBT, alcançou uma média de 9 pontos.

## RedeTV!
Depois de 24 anos na emissora da Silvio Santos, Hebe grava o último programa no SBT, pois seu contrato vencera no dia 31 de dezembro de 2010, no momento mais difícil de Silvio, Hebe sai do SBT. Depois de várias especulações sobre a sua suposta ida para a RedeTV!, a contratação da apresentadora foi confirmada em 31 de dezembro de 2010. Sua primeira aparição na RedeTV! foi no programa Manhã Maior, onde foi recepcionada por Daniela Albuquerque num tapete vermelho. A reestreia do programa foi no dia 15 de março de 2011. O programa foi exibido todas as terças, a partir das 22:00 h.

## Retorno ao SBT e morte de Hebe
Em 27 de setembro de 2012, Hebe assinou um novo contrato com o SBT para retornar à sua antiga emissora. Que chegou a exibir um comercial anunciando a volta da apresentadora à sua grade de programação; porém, sua morte, ocorrida em 29 de setembro, pôs fim ao tão esperado retorno, que estaria previsto para outubro.

## Audiência
Durante seus mais de 40 anos de exibição, o programa Hebe obteve bons índices de audiência. Durante a exibição na RedeTV! o programa obteve a pior média de audiência de sua história.
| Ano  | Emissora | Média de audiência |
| ---- | -------- | ------------------ |
| 1970 | RecordTV | 70% de share       |
| 1986 | SBT      | 30 pontos          |
| 1992 | SBT      | 19 pontos          |
| 1993 | SBT      | 18 pontos          |
| 1994 | SBT      | 17 pontos          |
| 1995 | SBT      | 14 pontos          |
| 1996 | SBT      | 20 pontos          |
| 1997 | SBT      | 23 pontos          |
| 1998 | SBT      | 20 pontos          |
| 1999 | SBT      | 20 pontos          |
| 2000 | SBT      | 18 pontos          |
| 2001 | SBT      | 23 pontos          |
| 2002 | SBT      | 21 pontos          |
| 2003 | SBT      | 19 pontos          |
| 2004 | SBT      | 14 pontos          |
| 2005 | SBT      | 12 pontos          |
| 2006 | SBT      | 11 pontos          |
| 2007 | SBT      | 9 pontos           |
| 2008 | SBT      | 10 pontos          |
| 2009 | SBT      | 8 pontos           |
| 2010 | SBT      | 11 pontos          |
| 2011 | RedeTV!  | 4 pontos           |
| 2012 | RedeTV!  | 4 pontos           |